# Donald Bland
Donald Bland (Gateshead, 23 luglio 1931 – Newcastle upon Tyne, 6 maggio 2006) è stato un nuotatore britannico.
Ha partecipato ai Giochi di Helsinki 1952, gareggiando nei 100m dorso. Fu selezionato anche per la Staffetta 4x200m sl, ma alla fine non vi gareggiò.
È arrivato quarto nella staffetta freestyle 4×220 yard dei Giochi del Commonwealth del 1954 (con Haydn Rigby, Ronald Roberts e Peter Head).
Nel 1950, ai Giochi del Commonwealth, ha vinto 1 bronzo nella Staffetta 4x2220yard sl, gareggiando per l'Inghilterra.